# Гольтофт
Гольтофт (нім. Goltoft) — громада в Німеччині, розташована в землі Шлезвіг-Гольштейн. Входить до складу району Шлезвіг-Фленсбург. Складова частина об'єднання громад Зюдангельн.
Площа — 3,09 км2. Населення становить Невірний параметр metadata 01 059 033 ос. (станом на 31 грудня 2020).